# Gesamtschule Gießen-Ost
Die Gesamtschule Gießen-Ost (auch Ostschule genannt; Abk.: GGO) ist eine integrierte Gesamtschule mit gymnasialer Oberstufe und offenem Ganztagskonzept in Gießen.

## Geschichte
Die Mittelpunktschule Gießen-Ost nahm am 4. September 1968 mit 42 Kindern in der Eingangsstufe und 171 Schülern in der Förderstufe ihre Arbeit auf. Zuvor hatte das Gießener Stadtparlament im September 1966 die Gründung eines Schulverbands für die geplante Mittelpunktschule beschlossen. Seit dem Schuljahr 1970/71 ist die Institution integrierte Gesamtschule und nahm als solche 1974 mit 102 Schülern in der Jahrgangsstufe 11 der gymnasialen Oberstufe die Arbeit auf. Der erste Abiturjahrgang verließ im Sommer 1977 die Schule.
Seit der Gründung hatte die heutige Gesamtschule drei Schulleiter (Stand 2019). Im Jahr 2018 feierte die Schule ihr 50-jähriges Jubiläum. Sie ist die älteste integriert arbeitende Gesamtschule Gießens und eine der größten integrierten Gesamtschulen mit gymnasialer Oberstufe und Gütesiegel für Hochbegabte in Hessen.

## Aufbau der Schule
Das Konzept der Schule ist darauf ausgelegt, jeden Schüler individuell nach ihren bzw. seinen Möglichkeiten zu fördern und zu fordern. In der fünften Klasse werden die Schüler zunächst noch gemeinsam unterrichtet. Danach findet eine zunehmende Differenzierung durch ein Kurssystem statt, wobei alle Kinder unbenoteten Förderunterricht in Deutsch und Mathematik erhalten.
Nach dem Besuch der Sekundarstufe I können Schüler, die sich dafür qualifiziert haben, die gymnasiale Oberstufe der Schule besuchen oder an anderen weiterführenden Schulen, wie beispielsweise den beruflichen Schulen, höhere Bildungsabschlüsse erreichen.

## Fächer und Schwerpunkte
Die GGO bietet als eine der wenigen Schulen im Raum Gießen das Fach Arbeitslehre an. Dort können Schüler praktische Erfahrungen in den Bereichen Kochen, Metallbau, Keramik oder Holzbau sammeln. Beim Projekt Gießener Junge Forscher arbeiten Studenten der Justus-Liebig-Universität Gießen gemeinsam mit den Schülern an MINT-Projekten. Die Schule vergibt das MINT-EC-Zertifikat und trägt das Gütesiegel für Hochbegabte, ist Umweltschule und Schule mit Schwerpunkt Musik. In der Turnhalle der Schule finden Spiele des Basketball-Bundesligisten Gießen 46ers statt.

## Schulpatenschaften
Im Rahmen des Comenius-Programms bestehen Kooperationen mit Schulen in Polen, Finnland, Ungarn, der Slowakei, Portugal und Österreich. Darüber hinaus bestehen Schulpatenschaften mit Frankreich, Italien und den USA.

## Bekannte Schulangehörige

### Lehrkräfte
- Hans-Günter Lerch (* 1942), Lehrer und Mundartforscher; Studienreferendar[8]
- Dieter Geißler (1943–2024), Lehrer, Schulleiter und Politiker (SPD); Lehrer von 1970 bis 1985[9]
- Christine Ishaque (* 1972), Basketballnationalspielerin; Lehrerin seit 2007

### Schüler
- Antje Damm (* 1965), Autorin und Illustratorin; Abitur[10]
- Nik Schweiger (* 1965), Innenarchitekt und Designer; Abitur 1985
- Eva Briegel (* 1978), Sängerin; Abitur 1998
- Nina Heidt-Sommer (* 1978), Politikerin (SPD); Abitur 1998
- Omar El-Saeidi (* 1980), Schauspieler; Abitur 2001
- Hicran Özen (* 1981), Basketballnationalspielerin; Abitur 2000
- Jan Köppen (* 1983), Fernsehmoderator und Künstler; Abitur 2002
- Anne Spitzner (* 1988), Autorin; Abitur 2007
- Felix Döring (* 1991), Politiker (SPD); Abitur 2010